# جون إف. بولارد
جون إف. بولارد (بالإنجليزية: John F. Pollard)‏ هو مؤرخ بريطاني، ولد في 23 نوفمبر 1944.